# LeToya (álbum)
LeToya é um álbum de estréia da cantora LeToya Luckett, lançado em 2006. Lançado pela Capitol Records em 25 de julho de 2006 nos Estados Unidos. O álbum gerou três singles: "Torn", "She Do not" e "Obvious". Além dos singles lançados oficialmente, o álbum de estreia de LeToya também inclui os singles promocionais, "U Got What I Need" e "All Eyes On Me". LeToya co-escreveu 10 das 14 faixas. O álbum foi gravado após a saída do grupo Destiny's Child.
O álbum obteve a recepção principalmente positiva de críticos de música, estreando em #1 no Billboard 200 nos EUA, tornando-se o primeiro álbum da cantora lançado. Foi certificado de Platina em dezembro de 2006.
Predefinição:Extra album cover

## Faixas
| N.º | Título                                                           | Producer(s)                                 | Duração |  |
| 1.  | "Intro"                                                          | Gavin Luckett                               | 0:56    |  |
| 2.  | "U Got What I Need"                                              | Just Blaze                                  | 3:45    |  |
| 3.  | "So Special"                                                     | Teddy Bishop                                | 3:30    |  |
| 4.  | "Torn"                                                           | Teddy Bishop                                | 4:22    |  |
| 5.  | "What Love Can Do"                                               | The Corner Boyz                             | 3:47    |  |
| 6.  | "She Don't"                                                      | Walter "Lil' Walt" Milsap III               | 4:04    |  |
| 7.  | "Tear da Club Up (H-Town Version)" (featuring Bun B & Jazze Pha) | Jazze Pha, Dave Young                       | 3:49    |  |
| 8.  | "All Eyes on Me" (featuring Paul Wall)                           | J. R. Rotem                                 | 3:34    |  |
| 9.  | "Hey Fella" (featuring Slim Thug)                                | Flash Technology                            | 3:53    |  |
| 10. | "Gangsta Grillz" (featuring Mike Jones & Killa Kyleon)           | Terry "T. A." Allen                         | 3:50    |  |
| 11. | "Obvious"                                                        | Bryan Michael Cox, Dave Young               | 3:55    |  |
| 12. | "I'm Good"                                                       | Scott Storch                                | 3:24    |  |
| 13. | "This Song"                                                      | Jermaine Dupri, Bryan Michael Cox           | 3:16    |  |
| 14. | "Outro"                                                          | Gavin "Gavo" Luckett, Brandon "B-Don" Pitre | 1:37    |  |
| 15. | "Torn (So So Def Remix)" (featuring Mike Jones & Rick Ross)      | Jermaine Dupri, James "LRoc" Phillips       | 4:35    |  |

## Desempenho
| Desempenho (2006)                                 | Melhor posição |
| ------------------------------------------------- | -------------- |
| Canadá (Billboard)                                | 66             |
| Japão (Oricon)                                    | 37             |
| Reino Unido (Billboard)                           | 57             |
| Estados Unidos (Billboard 200)                    | 1              |
| Estados Unidos Top R&B/Hip-Hop Albums (Billboard) | 1              |

## Histórico
| Região         | Data                   | Edição   | Formato             | Gravadora |
| -------------- | ---------------------- | -------- | ------------------- | --------- |
| Japão          | 4 de Julho de 2006     | Standard | CD digital download | EMI Japão |
| Estados Unidos | 25 de Julho de 2006    | Standard | CD digital download | Capitol   |
| Canadá         | 15 de Agosto de 2006   | Standard | CD digital download | EMI Music |
| Austrália      | 16 de Setembro de 2006 | Standard | CD digital download | EMI Music |
| Reino Unido    | 2 de Outubro de2006    | Standard | CD digital download | EMI Music |
| Porto Rico     | 24 de Dezembro de 2006 | Standard | CD digital download | EMI Music |
| Japão          | 7 de Fevereiro de 2007 | Especial | CD digital download | EMI Japão |